# Cannula laboratoryjna
Cannula - cienka, długa i giętka igła wykonana ze stali nierdzewnej, zaostrzona na obu końcach, która służy w laboratorium do transferowania (lewarowania) cieczy z jednego naczynia do drugiego bez kontaktu z otoczeniem. 
Cannule stosuje się razem ze specjalnymi korkami gumowymi nazwanymi subasealami. Korki te posiadają od góry membranę gumową, w którą wbija się jeden koniec cannulii. Następnie wygina się ją w łuk i wbija w mebranę subaseala, którym zamknięte jest drugie naczynie. Po zanurzeniu w cieczy jednego końca cannuli i wywołania w naczyniu zawierającym tę ciecz lekkiego nadciśnienia, zwykle za pomocą azotu lub argonu podawanego z butli, ciecz spontanicznie przepływa przez cannulę do drugiego naczynia na zasadzie naczyń połączonych. 
Cannule stosuje się do transferowania higroskopijnych rozpuszczalników, których kontakt z powietrzem powodowałby ich zawilgocenie, w sytuacji gdy istotne jest zachowanie ściśle bezwodnych warunków. Stosuje się je również do transferowania roztworów związków chemicznych, rozkładających się pod wpływem wilgoci lub tlenu z powietrza, np. metylolitu.